# カンムリベラ属
カンムリベラ属(学名：Coris)はスズキ目ベラ科カンムリベラ亜科の分類群。

## 属の概要
ホンベラ属 Halichoeresに似ており、一部の種ではホンベラ属とされていても、このカンムリベラ属に近しいとされることがある。インドー太平洋域と東大西洋、地中海に生息するが、東太平洋や西大西洋、カリブ海にはホンベラ属が生息しているのに対し、カンムリベラ属の種は産しない。

## 属に含まれる種
Kuiter(2015)に掲載されている種の一覧。並び順は学名種小名のアルファベット順。日本産で標準和名があるものはそれも記した。なお、Kuiter(2015)はいくつかの属に細分したが、ここでは従来の分類体系の通りとする。またKuiter(2015)では C.debueniは写真は掲載されておらず、種一覧にリストアップされたのみ。この種の英語名はFishbaseより。
- アトランティックレインボーラス Atlantic rainbow-wrasse Coris atlantica Günther, 1862
- ウェスタンキングラス Western king wrasse Coris auricularis (Valenciennes, 1839)
- イエローラインドレインボーラス Yellowlined rainbow-wrasse Coris aurilineata Randall & Kuiter, 1982
- カンムリベラ Clown wrasse Coris aygula Lacepède, 1801
- ラインドレインボーラス Lined rainbow-wrasse Coris ballieui Vaillant & Sauvage, 1875
- バツレインボーラス Batu Rainbow-wrasse Coris batuensis (Bleeker, 1856)
- ダブルヘッダー Doubleheader Coris bulbifrons Randall & Kuiter, 1982
- テールスポットレインボーラス Tailspot rainbow-wrasse Coris caudimacula (Quoy & Gaimard, 1834)
- セントラルレインボーラス Central rainbow wrasse Coris centralis Randall, 1999
- アフリカンレインボーラス African rainbow-wrasse Coris cuvieri (Bennett, 1831)
- De buen wrasse Coris debueni Randall, 1999
- スジベラ Pink-lined rainbow-wrasse Coris dorsomacula Fowler, 1908
- フェスティブレインボーラス Festive rainbow-wrasse Coris festiva Valenciennes,1839
- ハワイアンレインボーラス Hawaiian rainbow-wrasse Coris flavovittata (Bennett, 1828)
- クイーンレインボーラス Queen rainbow-wrasse Coris formosa (Bennett, 1830)
- ツユベラ Gaimard rainbow-wrasse Coris gaimard (Quoy & Gaimard, 1824)
- ハウェッツレインボーラス Hawett's rainbow wrasse  Coris hewetti Randall, 1999
- ヨーロッパレインボーラス Europe’s rainbow wrasse Coris julis (Linnaeus, 1758)
- マルケサスレインボーラス Marquesas rainbow-wrasse Coris marquesensis Randall, 1999
- ムスメベラ Japanese comb wrasse Coris musume (Jordan & Snyder, 1904) ーKuiter(2015)ではこれを日本産のムスメベラとした[2]
- ブラックバーレインボーラス Black-bar rainbow wrasse Coris nigrotaenia Mee & Hare, 1995
- オーストラリアンコームラス Australian comb wrasse Coris picta (Bloch & Schneider, 1801)ーこの学名をムスメベラに充てることもある[1]
- ピクシーレインボーラス Pixi rainbow-wrasse Coris pictoides Randall & Kuiter, 1982
- ラパレインボーラス Rapa’s rainbow-wrasse Coris roseoviridis Randall, 1999
- シチセンムスメベラ Schoeder’s Rainbow-wrasse Coris schroederii (Bleeker, 1858)ーC.batuensisはインド洋産とされる
- イースタンキングラス Eastern king wrasse Coris sandeyeri (Hector, 1884)
- バリエガーテッドレインボーラス Variegated rainbow-wrasse Coris variegatus (Rüppel,1835)